# Плотников 1-й
Плотников 1-й — хутор в Даниловском районе Волгоградской области. Административный центр Плотниковского сельского поселения.
Население — 809 (2010).

## Название
Первоначально хутор назывался Плотников. Согласно справке по административно-территориальному делению Волгоградской области название «Плотников-1» стало использоваться не позднее 1950 года. Уточнение «первый», скорее всего стало использоваться в связи с наличием в составе Комсомольского района Сталинградской области, к которому на тот момент относился хутор Плотников, двух Плотниковских сельсоветов (2-й Плотниковский сельсовет организован в 1937 году)

## История
Хутор относился к юрту станицы Берёзовской Усть-Медведицкого округа Земли Войска Донского (с 1870 — Область Войска Донского). В 1859 году на хуторе имелся 51 двор, проживало 110 душ мужского и 120 женского пола. Согласно переписи населения 1897 года на хуторе Плотников (он же Безродной и Мединовский) проживало 354 мужчины и 367 женщин, из них грамотных: мужчин — 104, женщин — 5. Согласно алфавитному списку населённых мест Области Войска Донского 1915 года на хуторе имелся 141 двор, хуторское правление, ветряная мельница, земельный надел составлял 4026 десятин, всего на хуторе проживало 448 мужчин и 468 женщин.
С 1928 года — в составе Берёзовского района Хопёрского округа (упразднён в 1930 году) Нижне-Волжского края (с 1934 года — Сталинградского края). В 1935 году передан в состав Комсомольского района Сталинградского края (с 1936 года — Сталинградской области, с 1961 года — Волгоградской области). В составе Даниловского района — с 1959 года

## География
Хутор находится в степи, у подножия возвышенности Медведицкие яры, примерно в 2,7 км от правового берега реки Медведицы. Высота центра населённого пункта около 100 метров над уровнем моря, однако менее чем в 3 км к северу от хутора относительные высоты местности над уровнем моря достигают 180 и более метров. В пойме Медведицы — пойменный лес, имеются пойменные озёра. Почвы — южные чернозёмы, в пойме Медведицы — пойменные слабокислые и нейтральные почвы.
Через хутор проходит автодорога, связывающая посёлок Даниловку и город Михайловку. Также автодорогой с твёрдым покрытием станица связана с расположенной на противоположном берегу реки Медведицы станице Берёзовская. По автомобильным дорогам расстояние до районного центра — посёлка Даниловка — 19 км, до областного центра — города Волгограда — 220 км.
Климат
Климат умеренный континентальный (согласно классификации климатов Кёппена — Dfa). Многолетняя норма осадков — 423 мм. Наибольшее количество осадков выпадает в июне — 50 мм, наименьшее в марте — 22 мм. Среднегодовая температура положительная и составляет + 6,8 °С, средняя температура самого холодного месяца января −9,4 °С, самого жаркого месяца июля +22,3 °С.
Часовой пояс
Плотников 1-й, как и вся Волгоградская область, находится в часовой зоне МСК (московское время). Смещение применяемого времени относительно UTC составляет +3:00.

## Население
Динамика численности населения по годам:
| 1859 | 1873 | 1897 | 1915 | 1987 | 2002 |
| ---- | ---- | ---- | ---- | ---- | ---- |
| 230  | 423  | 721  | 916  | ≈920 | 909  |

| 2010 |
| ---- |
| 809  |